# عطا صفرپور
عطاءاله صفرپور (زاده ۲۴ تیر ۱۳۲۴ – درگذشته ۱۰ شهریور ۱۳۹۷ در گرگان) بازیگر، نویسنده و کارگردان تئاتر، سینما و و رادیو و تلویزیون بود.
آخرین اثر وی را می‌توان سریال گلشیفته به کارگردانی بهروز شعیبی قلمداد کرد.

## زندگی
وی در سال ۱۳۲۴ در شهر گرگان متولد شد و از سال ۱۳۳۲ با اجرای نمایش سرباز عیالوار وارد عرصه بازیگری تئاتر گردید که این روند تا به امروز نیز ادامه دارد و حاصل آن اجرای بیش از ۵۰ نمایش تئاتر حرفه‌ای بوده‌است. گرایش اصلی وی در تئاتر، نمایش سنتی (روحوضی) بوده آنچنان که می‌توان از او به عنوان یکی از برجسته‌ترین سیاه بازان ایران در سالهای اخیر نام برد.

عطا صفرپور در نمایش اتللو

وی از سال ۱۳۴۶ به عنوان بازیگر وارد رادیو گرگان شد و سپس به عنوان نویسنده و کارگردان نیز فعالیت نمود. همچنین نامبرده همکاری‌هایی با رادیو تهران، رادیو جوان، و رادیو فرهنگ داشته‌است از دیگر فعالیت‌های وی می‌توان به ساخت بیش از ۵۰ میان پرده تلویزیونی آموزشی ترویجی کشاورزی و بیش از ۳۰ میان پرده اجتماعی و ساخت دو فیلم بلند تلویزیونی اشاره کرد.
معروف‌ترین نقش وی، نقش مُرده‌شور در سریال پایتخت ۴ بود.
وی در ۱۰ شهریور ۱۳۹۷ چشم از جهان فروبست و در امامزاده عبدالله گرگان به خاک سپرده شد.

## بازیگری در فیلم
- ابر و آفتاب (۱۳۷۵)
- دختری به نام تندر  (۱۳۷۹)
- مجموعهٔ تلویزیونی رسم عاشقی
- مجموعهٔ تلویزیونی پایتخت ۱
- مجموعهٔ تلویزیونی پایتخت ۴
- مجموعهٔ شبکه خانگی گلشیفته

## حضور در جشنواره‌ها
- شرکت در اولین، سومین، پنجمین، ششمین و هفتمین جشنواره نمایشهای سنتی آیینی مذهبی و دریافت دیپلم افتخار و تندیس در جشنواره‌های ذکر شده.
- شرکت در هفتمین جشنواره سراسری تئاتر فجر و انتخاب از سوی هیئت داوران به عنوان بازیگر دوم.
- شرکت در دهمین جشنواره تئاتر فجر در بخش جشنواره جشنواره‌ها و در یافت دیپلم افتخار بهترین بازیگر
- شرکت در پنجمین و ششمین جشنواره هنری ادبی روستا و در یافت دیپلم افتخار.
- تجلیل از نامبرده در سیزدهمین جشنواره بین‌المللی نمایش‌های آیینی و سنتی به عنوان یکی از چهره‌های ماندگار این‌گونه نمایش‌ها.

## کتاب شناسی
- دونمایشنامه (یازر یا سر و اتللو)-تاریخ انتشار ۱۳۹۵
- نمایشنامه رادیویی "ماجراهای آقای گرفتار"- تاریخ انتشار 1398-شابک 3-0337-02-622-978
- من هم دلم گریه می خواست (مروری بر زندگی هنر مند فقید عطاءاله صفرپور و نمایش روحوضی در جبهه های جنگ تحمیلی)- نوشته حجت شاه محمدی- تاریخ انتشار 1400- شابک  9-3506-03-600-978